# Grimmia rupincola
Grimmia rupincola là một loài Rêu trong họ Grimmiaceae. Loài này được F. Weber & D. Mohr mô tả khoa học đầu tiên năm 1804.